# 사우디아라비아 리얄
리얄(아랍어: ريال)은 사우디아라비아의 통화로, 1 리얄은 100 할랄라(هللة, halala)에 해당된다.
사우디아라비아는 1 미국 달러 = 3.75 사우디아라비아 리얄의 고정 환율을 실시하고 있으며, 1, 5, 10, 25, 50 할랄라 1, 2 레알 동전과  5, 10, 50, 100, 500 리얄짜리 지폐가 통용된다. 현재 대한민국 원과의 환율은 1 리얄에 약 281원이며, 일본 엔과의 고정 환율은 1 리얄 당 약 29엔이다.

## 같이 보기
- 사우디아라비아의 경제